# Croix monumentale de Balanod
La croix monumentale de Balanod est une croix située à Balanod dans le Jura, en France.

## Présentation
La croix date du XVIIe siècle et est classée au titre des monuments historiques depuis 1906.